# Wertit Soegeng-Reksodihardjo
Wertit Soegeng-Reksodihardjo (1935) es un botánico y explorador indonesio. Se ha especializado en la taxonomía de la familia de las orquídeas locales. Obtuvo su B.Sc. por la "SMU 6 Yogyakarta", Indonesia, su M.Sc. por la "Universidad Gadjah Mada", de Yakarta, y el doctorado por la Universidad Harvard. defendiendo la tesis The species of the genus Theobroma.
Realizó exploraciones botánicas a Borneo y a Papua. Y trabajó con la empresa de híbridos comerciales Pioneer, en Nicaragua.
- La abreviatura «Soeseng» se emplea para indicar a Wertit Soegeng-Reksodihardjo como autoridad en la descripción y clasificación científica de los vegetales.[5]